# 2014年北印度洋氣旋季
2014年北印度洋氣旋季泛指在2014年全年內的任何時間，於北印度洋水域所產生的熱帶氣旋。雖然有關方面並沒有設下本颱風季的指定期限，但大部份北印度洋的熱帶氣旋通常都會於四月至十二月期間形成。
本條目的範圍僅侷限於北印度洋水域。在北印度洋產生的氣旋風暴是由隶属于印度地球科学部的印度氣象局新德里氣旋中心命名，而在該地區的熱帶低氣壓的編號都以 A/B 字母作結。
在香港天文台的天氣圖上也包括東北印度洋地區，若有熱帶氣旋形成，則採用世界氣象組織級別法，最高強度都稱之為「超強颱風」，所有風暴都是無命名的。
（以下各氣旋風暴資訊以氣旋風暴存在期間的最強形態為名稱。）

## 熱帶氣旋
自2014年北印度洋氣旋季開始以來，本氣旋季總共產生了以下熱帶氣旋。

### 氣旋風暴南克（Nanauk）
2014年6月10日00:00UTC，聯合颱風警報中心升格一位於阿拉伯海東部的低壓區為熱帶風暴，編號02A。12:00UTC，印度氣象局將其升格為低氣壓，編號ARB01。18:00UTC，印度氣象局將其升格為強低氣壓。
6月11日00:00UTC，印度氣象局將其升格為氣旋風暴，並命名為南克（Nanauk）。
6月13日06:00UTC，聯合颱風警報中心對其發出最後熱帶氣旋報告。12:00UTC，印度氣象局將其直接降格為低氣壓。
6月14日03:00UTC，印度氣象局將其降格為低壓區。

### 極強氣旋風暴赫德赫德（Hudhud）
2014年10月6日07:00UTC，印度氣象局注意到有一個低壓區於德林達依沿岸形成。18:00UTC，聯合颱風警報中心對其在24小時內形成為熱帶氣旋的機會給予「LOW」的評級。
10月7日03:00UTC，印度氣象局把一個在安達曼海以北的低壓區升格為低氣壓，編號BOB03。同時，聯合颱風警報中心對其評級提升為「MEDIUM」。13:30UTC，聯合颱風警報中心對其發佈熱帶氣旋形成警報，並對其評級提升為「HIGH」。15:30UTC，印度氣象局將其升格為強低氣壓。
10月8日06:00UTC，印度氣象局將其升格為氣旋風暴，並命名為赫德赫德（Hudhud）。08:00UTC，聯合颱風警報中心將其升格為熱帶風暴，編號03B。
10月9日06:00UTC，印度氣象局將其升格為強烈氣旋風暴。
10月10日00:00UTC，聯合颱風警報中心將其升格為一級熱帶氣旋。12:00UTC，印度氣象局將其升格為特強氣旋風暴。18:00UTC，聯合颱風警報中心將其升格為二級熱帶氣旋。
10月11日06:00UTC，聯合颱風警報中心將其升格為三級熱帶氣旋。同時，其三分鐘平均風速由65節升至85節。
10月12日06:00UTC，聯合颱風警報中心將其升格為四級熱帶氣旋。06:30UTC，赫德赫德於印度安得拉邦維沙卡帕特南縣沿海登陸。12:00UTC，印度氣象局將其降格為強烈氣旋風暴。同時，聯合颱風警報中心將其降格為三級熱帶氣旋，並對其發出最後的警報。18:00UTC，印度氣象局將其降格為氣旋風暴。
10月13日00:00UTC，印度氣象局將其降格為強低氣壓。12:00UTC，印度氣象局將其降格為低氣壓。18:00UTC，印度氣象局將其降格為低壓區。
赫德赫德是2013年气旋风暴费林之后，遭遇的最强风暴

### 特強氣旋風暴尼洛法（Nilofar）
2014年10月25日00:00UTC，印度氣象局升格一位於阿拉伯海西部的低壓區為低氣壓，編號ARB02。12:00UTC，聯合颱風警報中心將其升格為熱帶風暴，編號04A。
10月26日03:00UTC，印度氣象局將其升格為強低氣壓。06:00UTC，印度氣象局將其升格為氣旋風暴，並命名為尼洛法（Nilofar）。
10月27日00:00UTC，印度氣象局將其升格為強烈氣旋風暴。同時，聯合颱風警報中心將其升格為一級熱帶氣旋。06:00UTC，印度氣象局將其升格為特強氣旋風暴。18:00UTC，聯合颱風警報中心將其升格為二級熱帶氣旋。
10月28日12:00UTC，聯合颱風警報中心將其直接升格為四級熱帶氣旋。同時，其三分鐘平均風速由80節升至100節。
10月29日00:00UTC，聯合颱風警報中心將其降格為三級熱帶氣旋。12:00UTC，聯合颱風警報中心將其降格為二級熱帶氣旋。同時，其三分鐘平均風速降至80節。18:00UTC，聯合颱風警報中心將其降格為一級熱帶氣旋。
10月30日00:00UTC，印度氣象局將其降格為強烈氣旋風暴。同時，聯合颱風警報中心將其降格為熱帶風暴。09:00UTC，印度氣象局將其降格為氣旋風暴。18:00UTC，聯合颱風警報中心對其發出最後的警報。
10月31日00:00UTC，印度氣象局將其直接降格為低氣壓。03:00UTC，印度氣象局將其降格為低壓區。

## 其他熱帶氣旋
除了被印度氣象部門命名的熱帶氣旋外，還有一些沒被命名的低氣壓和被聯合颱風警報中心認為是氣旋風暴的熱帶氣旋。以下列出那些熱帶氣旋的資料。

### 低氣壓BOB01
2014年1月2日，印度氣象局注意到有一個低壓區從位於孟加拉灣的低壓槽中誘發形成。該低壓區在兩天之內迅速發展。
1月4日00:00UTC，聯合颱風警報中心對其低壓區發出熱帶氣旋形成警報。03:00UTC，印度氣象局把將其升格為低氣壓，並給予編號BOB01。06:00UTC，聯合颱風警報中心將其升格為熱帶風暴，並給予編號01B。
1月5日18:00UTC，聯合颱風警報中心對其發出最後報告。
1月7日03:00UTC，印度氣象局將其降格為低壓區，並為它發出最後報告。

### 低氣壓BOB02
2014年5月20日，一個低壓區在孟加拉灣東部形成。隨後該低壓區逐漸發展，印度氣象局在5月21日06:00UTC，將其升格為低氣壓，並給予編號BOB02。聯合颱風警報中心在同時間對其發出熱帶氣旋形成警報。
5月23日06:00UTC，印度氣象局將其降格為低壓區。同時，聯合颱風警報中心取消對其的熱帶氣旋形成警報。

### 陸上低氣壓01
2014年7月21日，印度氣象局認為一個低氣壓已經在孟加拉灣北部、近印度東岸形成。其後，該低氣壓移入印度東部及北部。
7月22日，印度氣象局將其降格為低壓區。

### 陸上低氣壓02
2014年8月4日，印度氣象局把一個在印度東北沿海形成的低壓區升格為低氣壓，該低氣壓隨後在印度西孟加拉邦附近登陸，隨後印度氣象局將其升格為強低氣壓。
8月5日，印度氣象局將其降格為低氣壓。
8月7日，印度氣象局認為該低壓區逐漸消散。

### 強低氣壓BOB04
2014年11月5日，有一個低壓區在孟加拉灣中部形成。隨後該低壓區逐漸發展。09:00UTC，印度氣象局將其升格為低氣壓，並給予編號BOB04。18:00UTC，聯合颱風警報中心對其發出熱帶氣旋形成警報。
11月6日00:00UTC，聯合颱風警報中心將其升格為熱帶風暴，編號05A。03:00UTC，印度氣象局將其升格為強低氣壓。
11月7日18:00UTC，印度氣象局將其降格為低氣壓。同時，聯合颱風警報中心將其降格為熱帶低氣壓，並對其發出最後的警報。
11月8日03:00UTC，印度氣象局將其降格為低壓區。

## 2014年風暴名單
北印度洋的熱帶氣旋自2004年起採用命名系統，命名工作由印度氣象局負責，名字是根據以下名單而定，不按年度劃分。風暴名字是由8個國家各自提交8個名稱，並以該國英文名稱按字母順序排列。之前使用過的與本年未用名稱以灰色表示，黑體字表示該年已經使用過，橙色表示下個氣旋名稱
| 提供國家 | 名稱    | 名稱     | 名稱    | 名稱    |
| 提供國家 | 第1組   | 第2組    | 第3組   | 第4組   |
| -------- | ------- | -------- | ------- | ------- |
| 孟加拉國 | Onil    | Ogni     | Nisha   | Giri    |
| 印度     | Agni    | Akash    | Bijli   | Jal     |
| 馬爾代夫 | Hibaru  | Gonu     | Aila    | Keila   |
| 緬甸     | Pyarr   | Yemyin   | Phyan   | Thane   |
| 阿曼     | Baaz    | Sidr     | Ward    | Murjan  |
| 巴基斯坦 | Fanoos  | Nargis   | Laila   | Nilam   |
| 斯里蘭卡 | Mala    | Rashmi   | Bandu   | Viyaru  |
| 泰國     | Mukda   | Khai Muk | Phet    | Phailin |
| 提供國家 | 名稱    | 名稱     | 名稱    | 名稱    |
| 提供國家 | 第5組   | 第6組    | 第7組   | 第8組   |
| 孟加拉國 | Helen   | Chapala  | Ockhi   | Fani    |
| 印度     | Lehar   | Megh     | Sagar   | Vayu    |
| 馬爾代夫 | Madi    | Roanu    | Mekunu  | Hikaa   |
| 緬甸     | Nanauk  | Kyant    | Daye    | Kyarr   |
| 阿曼     | Hudhud  | Nada     | Luban   | Maha    |
| 巴基斯坦 | Nilofar | Vardah   | Titli   | Bulbul  |
| 斯里蘭卡 | Ashobaa | Maarutha | Gaja    | Pawan   |
| 泰國     | Komen   | Mora     | Phethai | Amphan  |

## 內部連結
- 2014年太平洋颱風季
- 2014年太平洋颶風季
- 2014年大西洋颶風季
- 2013－2014年西南印度洋熱帶氣旋季
- 2013－2014年澳洲地區熱帶氣旋季
- 2013－2014年南太平洋熱帶氣旋季
- 2014－2015年西南印度洋熱帶氣旋季
- 2014－2015年澳洲地區熱帶氣旋季
- 2014－2015年南太平洋熱帶氣旋季

## 外部連結
- 印度氣象局（页面存档备份，存于）
- 聯合颱風警報中心（页面存档备份，存于）